# Celistvý prvek
Celistvý prvek je pojem z oboru komutativní algebry. Je-li dán komutativní okruh {\displaystyle S} a jeho podokruh {\displaystyle R}, pak je prvek {\displaystyle b\in S} celistvý nad {\displaystyle R}, je-li kořenem nějakého monického polynomu s koeficienty z {\displaystyle R}, tedy pokud existují {\displaystyle n\geq 1} a {\displaystyle r_{j}\in R} taková, že {\displaystyle b^{n}+r_{n-1}b^{n-1}+\cdots +r_{1}b+r_{0}=0}. Definice celistvého prvku se liší od definice algebraického prvku pouze v přidaném požadavku, aby byl polynom monický, z čehož plyne, že každý celistvý prvek je algebraický.
Množina prvků {\displaystyle S}, které jsou celistvé nad {\displaystyle R}, se nazývá celistvý uzávěr {\displaystyle R} v {\displaystyle S}.

## Příklady
- Celistvé prvky nad celými čísly v racionálních číslech jsou právě všechna celá čísla.
- Pro okruh {\displaystyle \mathbb {Q} {\big (}{\sqrt {5}}{\big )}} je nad celými čísly celistvým uzávěrem okruh {\displaystyle \mathbb {Z} \!\left[{\frac {1+{\sqrt {5}}}{2}}\right].}